# Юри (посёлок)
Ю́ри (эст. Jüri) — посёлок в волости Раэ уезда Харьюмаа, в северной Эстонии. Административный центр волости Раэ.

## География и описание
Расположен в 12 км к юго-востоку от Таллина, на трассе E 263 Таллин — Тарту — Лухамаа, сразу после пересечения с Таллинской кольцевой дорогой 11. 
Климат умеренный. Официальный язык — эстонский. Почтовый индекс — 75301.

## Население
По данным переписи населения 2021 года, в посёлке насчитывалось 3719 жителей, из них 3487 (93,9 %) — эстонцы.
По данным переписи населения 2011 года в посёлке проживали 3639 человек, из них 3395 (93,3 %) — эстонцы.
Численность населения посёлка Юри:
| Год  | 1959 | 1970  | 1979   | 1989   | 1996   | 2000   | 2003   | 2007   | 2011   | 2012   | 2015   | 2019   | 2021   |
| ---- | ---- | ----- | ------ | ------ | ------ | ------ | ------ | ------ | ------ | ------ | ------ | ------ | ------ |
| Чел. | 369  | ↗ 535 | ↗ 1210 | ↗ 2589 | ↗ 2627 | ↘ 2614 | ↘ 2507 | ↗ 3050 | ↗ 3639 | ↘ 3396 | ↗ 3528 | ↗ 3609 | ↗ 3719 |

## История
Существующий в настоящее время посёлок Юри образовался за счёт слияния двух частей: деревни Юри, сформировавшейся в 1920-х годах, после земельной реформы, на землях бывшей церковной мызы Юргенс (нем. Pastorat Jürgens, Юри, эст. Jüri kirikumõis) и жилого района, строившегося в советский период к западу от неё, на месте бывшей мызы Розенгаген (нем. Rosenhagen, Лехмья эст. Lehmja) поселения Соммерлинг (эст. Sommerling asund) для работников колхоза «Соммерлинг».
Мыза Розенгаген была основана  в 1630-х годах. Сейчас главное здание мызы разрушено, остались только несколько подсобных строений.
Первая церковь в Юри была построена в 1401 году. В 1885 году на её месте была построена новая церковь. В 1713—1748 годах в этой церкви служил пастором Антон Тор Хелле (1683—1748), известный как первый переводчик Библии на эстонский язык.